# Angelfish
Angelfish (рус. энджелфиш, в переводе с англ. — «морской ангел») — шотландская рок-группа, сформированная в Эдинбурге в 1992 году как сайд-проект музыкального коллектива Goodbye Mr. Mackenzie, после того как бывшая клавишница и бэк-вокалистка Goodbye Mr. Mackenzie Ширли Мэнсон подписала контракт на сольное творчество с лейблом MCA Records.

## История группы
Angelfish выпустили одноимённый студийный альбом Angelfish, мини-альбом Suffocate Me и сингл «Heartbreak to Hate». Композиция «Suffocate Me» имела некоторую популярность и часто транслировалась на студенческих радиостанциях.
В 1994 году музыкант Стив Маркер совершенно случайно увидел на MTV, в рамках шоу «120 Minutes», видеоклип «Suffocate Me». Маркер показал клип Дюку Эриксону и Бутчу Вигу. Музыкантам понравился вокал Мэнсон. Бутч Виг позвонил ей в Эдинбург. Когда Мэнсон первый раз говорила с Вигом по телефону о его предложении стать вокалисткой в группе, она не знала, кто это. Насторожившись звонком певица связалась со своим лейблом Radioactive Records и рассказала о предложении Вига. Ей объяснили, что Бутч Виг влиятельный продюсер и возможность сотрудничества с ним упускать нельзя. Ширли Мэнсон согласилась принять участие в новом проекте. Первое прослушивание шло очень плохо, Мэнсон категорически отказывалась петь предложенные музыкантами песни. «Она нервничала и мы нервничали тоже, и это было настоящим бедствием». — вспоминает Стив Маркер. Сама Мэнсон назвала прослушивание «катастрофой», потому как у певицы не было достаточно опыта работы в студии. Ширли Мэнсон вернулась в Angelfish, так как из-за прослушивания у группы был прерван гастрольный тур.Однако вскоре группа Angelfish прекратила своё существование, и Мэнсон связалась с менеджером Garbage и попросилась на ещё одно прослушивание. В августе 1994 года Radioactive Records дал разрешение Ширли Мэнсон работать в Garbage.

## Дискография
Студийные альбомы
- Angelfish (1994)

Синглы
- «Suffocate Me» (EP) (1993)
- «Heartbreak To Hate» (1994)

## Состав
- Ширли Мэнсон — вокал
- Мартин Меткалф — гитара
- Фин Уилсон — бас-гитара
- Дерек Келли — ударные